# Wild Soul
„Wild Soul“ е песен на певицата Кристина Скарлат, избрана да представи Молдова на песенния конкурс „Евровизия 2014“.
Песента е композирана от Иван Акулов и Корнел Букатару, а текстът към нея е написан от Лидия Скарлат, племенница на Кристина. Печели молдовската селекция с най-голям брой точки от жури (12) и втори най-голям брой гласове от телезрители (8305).
Написана е в ре минор, като модулира в ре диез минор.

## Видеоклип
Видеоклипът на песента е представен на 9 март 2014 година. Режисиран е от Роман Бурлака и продуциран от „Би Ар Филмс“. Снимките на клипа са осъществени в рамките на две нощи на сцената на театър „Михай Еминеску“.
| „ | Всъщност видеоклипът идва със специално послание, създаден да отличи песента и също да се концентрира върху чувствата. Бунтовническият ум, в края на краищата, е важен, в противен случай ставаме роби на самите себе си. Всеки от нас е изживял любовна история с не толкова щастлив край, вярвам, че всеки може да намери себе си в тази песен. | “ |